# Gästriklands landskapsvapen
Gästriklands landskapsvapen är:  I ett med blå kulor bestrött fält av silver en röd älg med gyllene beväring. Vapnet kröns i likhet med alla landskapsvapen av en hertiglig krona.
Vapnet tillkom vid Gustav Vasas liktåg 1560. Vapnet ingår tillsammans med Hälsinglands landskapsvapen i vapnet för Gävleborgs län.

## Bildgalleri

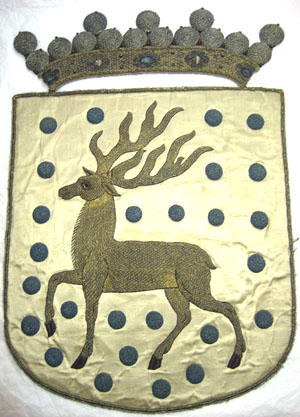
Gästriklands landskapsvapen, broderat för hästtäcke buret vid Karl X Gustavs begravning den 4 november 1660.Finns på Livrustkammaren.